# Абу Исхак Ибрахим II аль-Мустансир
Ибрахим II (или Абу Исхак Ибрахим II ибн Абу-Бакр аль-Мустансир, ум. 1369) — шестнадцатый правитель государства Хафсидов в Ифрикии в 1350-1369 годах, пятнадцатый халиф Хафсидов.

## Биография
Абу-Исхак Ибрахим II был сыном Абу Яхьи Абу Бакра II.
В 1350 году шейх ибн Тафрагин сверг своего брата Ахмада I аль-Фадля и возвёл Ибрахима II на трон. Ибрахим был несовершеннолетним, и, таким образом, власть находилась в руках ибн Тафрагина в течение 14 лет.
Правление Ибрахима было отмечено постоянными междоусобными войнами и децентрализацией государства. Константина фактически отделилась. в городе полыхала война между местными правителями между 1351 и 1356 годами. Беджая также фактически отделилась, контроль над Габесом захватило племя Бану Макки. Маринидский султан Абу Инан Фарис возобновил экспансию и оккупировал Алжир, Тлемсен и Медеа, и междоусобные войны в Ифрикии только способствовали этой экспансии. В 1352 году Мариниды заняли Беджаю, а между 1356 и 1357 годами оккупировали Константину, Аннабу и Тунис, Джарид и Габес были добровольно признали власть султана. Однако налоговые инициативы Абу инана Фариса вновь вызвали восстание арабских племён. В 1357 году распад армии султана и интриги в Марокко заставили султана вернуться в Фес.
Ибн Тафрагин и Абу Исхак Ибрагим II вернулись в столицу, а Абу Инан Фарис умер в 1358 году. Угроза Маринидов сошла на нет, но в это время Абдальвадиды восстановили власть в Тлемсене, а конфликты между ветвями династии Хафсидов в Беджае и Константине возобновились.
В 1364 году ибн Тафрагин умер, и Ибрахим смог править самостоятельно. В это время эмир Константины Абуль-Аббас Ахмад II захватил Беджаю у своего двоюродного брата Абу Абдаллы (1366) и объединил западные владения Хафсидов под своей рукой.
Абу Исхак Ибрахим II ибн Абу Бакр умер в 1369 году, ему наследовал сын Абуль-Бака Халид II.